# Птиците (филм)
„Птиците“ (на английски: The Birds) е американски игрален филм на ужасите от 1963 година, режисиран от Алфред Хичкок. Сценарият на Еван Хънтър е базиран на едноименната новела на Дафни дю Морие. Главните роли се изпълняват от Типи Хедрен, Род Тейлър, Джесика Тенди, Сюзан Пешет и Вероника Картрайт.
Според Американския филмов институт „Птиците“ е сред десетте най-добри американски трилъри.

## Сюжет
Внимание:  Текстът по-долу разкрива сюжета на произведението (или части от него)!
В основата на сюжета е внезапно и необяснено в самия филм нападение на голямо количество различни по вид птици срещу хората в малък град на калифорнийското крайбрежие.

## В ролите
| Актьор            | Роля                                     |
| ----------------- | ---------------------------------------- |
| Типи Хедрен       | Мелани Дениелс                           |
| Род Тейлър        | Мич Бренър                               |
| Джесика Тенди     | Лидия Бренър                             |
| Сюзан Пешет       | Ени Хейворт                              |
| Вероника Картрайт | Кети Бренър                              |
| Етел Грифис       | мисис Банди, орнитолог                   |
| Рут Макдевит      | мисис МакГрудер, продавачка в зоомагазин |